# Daniela Bleymehl
Daniela Bleymehl née Sämmler le 6 août 1988 à Essen en Allemagne est une triathlète professionnelle, vainqueur sur triathlon Ironman.

## Biographie
Daniela Sämmler pratique la natation dans sa jeunesse et commence la pratique du triathlon en 2002. Elle s'engage sur son premier Ironman 70.3 en 2009 au Mexique et finit sur le podium à la seconde place. Cette performance lui permet de se qualifier pour la finale de ce championnat du mois de novembre de cette même année à Clearwater en Floride.

## Palmarès
Le tableau présente les résultats les plus significatifs (podium) obtenus sur le circuit national et international de triathlon depuis 2013.
| Année | Compétition         | Pays      | Position          | Temps           |
| ----- | ------------------- | --------- | ----------------- | --------------- |
| 2019  | Challenge Heilbronn | Allemagne | Médaille d'or     | 4 h 18 min 8 s  |
| 2018  | Challenge Heilbronn | Allemagne | Médaille d'or     | 4 h 21 min 44 s |
| 2018  | Ironman Italie      | Italie    | Médaille d'argent | 9 h 5 min 48 s  |
| 2018  | Challenge Roth      | Allemagne | Médaille d'or     | 8 h 43 min 42 s |
| 2017  | Challenge Heilbronn | Allemagne | Médaille d'or     | 4 h 34 min 33 s |
| 2017  | Ironman Hambourg    | Allemagne | Médaille d'or     | 9 h 7 min 49 s  |
| 2017  | Ironman 70.3 Ruegen | Allemagne | Médaille d'argent | 4 h 19 min 41 s |
| 2015  | Ironman Majorque    | Espagne   | Médaille d'or     | 9 h 24 min 48 s |
| 2013  | Ironman Copenhague  | Danemark  | Médaille d'argent | 9 h 2 min 51 s  |